# Король воздуха (роман)
«Коро́ль во́здуха» (итал. Il re dell’aria) — приключенческий научно-фантастический роман итальянского писателя Эмилио Сальгари, опубликованный в 1907 году во Флоренции. Является продолжением романа «Сыны воздуха» 1904 года.

## Сюжет
Действие романа начинается в тюрьме в Сибири. Среди заключённых в этих глухих местах содержится Борис, в прошлом отважный офицер с российского военного линкора «Победа» и его брат Василий, ставшие жертвами внутрисемейного заговора, совершённого против них их двоюродным братом бароном Териоским. В тюрьме вспыхивает мятеж, в результате которого узники оказываются на свободе. В этот момент к ним воздушное судно, которым командует человек, именующий себя Капитаном, а также путешествующие с ним российские военнослужащие Роков и Фёдор, известные по предыдущему роману «Сыны воздуха». Машина уносит беглецов на помощь дочери Бориса по имени Ванда, которую похитил коварный барон.

## Значение романа
Роман, равно как и предшествовавший ему «Сыны воздуха», вызвал появления множества эпигонов.
Более чем через 100 лет после публикации двух романов их продолжают исследовать и рассматривать литературоведы. Так исследователи итальянской научной фантастики Джан Филиппо Пиццо и Лука Сомильи относят их к одним из первых итальянских произведений этого недавно зародившегося жанра, следующих традициям его основоположников — Герберта Уэллса и Жюля Верна. На состоявшемся в 1988 году международном конгрессе, посвящённым творчеству Жюля Верна, итальянский исследователь Джорджо Челли назвал романы Сальгари «Сыны воздуха» и «Король воздуха» среди наиболее значимых, по его мнению, продолжателей направления научной фантастики французского автора. Исследователь Эльвио Гуаньини в своём обзоре приключенческой литературы за несколько веков, отмечает роман и его продолжение как один из тех, что до сих пор могут быть интересны читателю.